# Рекуай (культура)

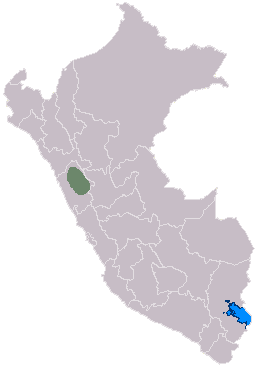
Территория культуры Рекуай

Рекуай — доколумбова культура, существовавшая на территории Перу на территории современного региона Анкаш. Существовала в промежуточную раннюю эпоху по южноамериканской хронологии в 200—600 гг. н.э. и занимала почти всю долину Кальехон-де-Уайлас (Callejón de Huaylas). На востоке достигала верховья реки Мараньон, а на западе — высокогорной части долины реки Санта.
Поглощена в конце VI — начале VII в. государством Уари.

## Политическая организация
Форма управления Рекуай была весьма архаичной по своему происхождению. В своей основе общество Рекуай являлось теократическим. Роль политического лидера в нем исполнял верховный жрец. Он, и другие высокопоставленные жрецы, «толковали» волю богов, и на основании этих «толкований» управляли рекуайским обществом. На финальной стадии существования культуры во главе Рекуай стояла уже группа воинов и жрецов.

## Экономика
Экономика была основана на сельском хозяйстве и разведении скота (ламы), из которого получали мясо и шерсть.

## Искусство
Рекуайцы создавали орнаментальные архитектурные сооружения, высекали из камня монолитные монументы, барельефы, скульптуры, на которых представлены следующие мотивы: головы-трофеи, кошачьи животные, мифические животные и др. Создавали и другие каменные изделия.
Для производства керамики использовали белую глину (каолин), обработка которой весьма сложна. Также производили ткани со сложными изобразительными мотивами — обычно теми же, что представлены на керамических изделиях.

## Керамика
Керамика культуры Рекуай характеризуется значительным разнообразием форм, тенденцией к скульптурным изображениям, красочными рисунками с геометрическими и фигурными мотивами, использованием техники «негатива» с использованием красной, чёрной и белой красок. Среди изображений на керамике встречаются кошачьи, змеи, антропоморфные и мифологические изображения, а также линейные геометрические фигуры.

## Памятники

### Пашаш
Этот археологический памятник находится в окрестностях города Кабана. В нём имеется толстая стена, окружающая всё поселение, видимо, служившая для его защиты от врагов.

### Вилькаваин
Вилькаваин (название дано в эпоху владычества инков) — наиболее важный археологический памятник культуры Рекуай. Представляет собой целый комплекс сооружений в окрестностях современного города Уарас. Наиболее важным сооружением является 3-этажное здание, высота которого достигает 9 метров. По-видимому, это здание было частью городского комплекса, размеры которого оценить трудно.

## Погребальная архитектура
По мнению исследователя Дуччо Бонавиа (Duccio Bonavia), могилы рекуайской культуры — наиболее сложные по методике своего изготовления среди всех древних андских культур. Рекуайцы сооружали внушительные каменные мавзолеи — они обнаружены в окрестностях городов Мольеурко, Катайок и Пашаш. Другие могилы имели подземные галереи длиной от 7 до 20 м, высотой около 1 м; одно их подобных захоронений найдено в Вилькаваине.
Могилы были индивидуальными и групповыми. В погребениях встречаются трупы в согнутом или сидячем положении, вокруг них укладывались погребальные дары.

## Жилища
Рекуайцы жили в подземных галереях и в укреплённых поселениях. В первом случае жилища делались из камней и заполнялись землёй — такие типы представлены на объектах Катак, Копа и Тамбо. Во втором случае дома имели неровный, но хорошо укреплённый фундамент, что позволяет современным исследователям предположить военный характер подобных поселений.